# El roure i la canya
El roure i la canya és una vella faula recollida entre d'altres per Isop i Jean de La Fontaine.

## Argument
Un roure es vanta orgullós de la seva fortalesa enfront una humil canya de riu. Arriba una tempesta amb fort vent i el roure intenta resistir mentre la canya es doblega. Finalment, el roure cau mentre la canya ha sobreviscut.

## Anàlisi
L'ensenyament de la història explica els avantatges de la flexibilitat davant les situacions adverses i que de vegades cedir fa sobreviure millor que qualsevol fortalesa. La faula es va fer popular a Orient i entre la comunitat jueva i ha perviscut en forma de refranys i sentències. Se n'han fet interpretacions polítiques i han aparegut variants on la canya és substituïda per arbres de tronc fi o altres plantes.